# VdB 53
vdB 53 è una nebulosa a riflessione visibile nella costellazione di Orione.
Si individua nella parte meridionale della costellazione, circa 1°45' a WSW di Saiph (κ Orionis), la meno luminosa delle quattro stelle che delimitano la figura di Orione; si tratta di un sottile filamento nebuloso, posto sul margine occidentale della grande nebulosa oscura LDN 1647. La stella responsabile della sua illuminazione è nota come BD-10 1261, la cui classe spettrale non è mai stata rilevata; la misurazione della parallasse indica un valore di 6,50 mas, valore però su cui grava un'imprecisione di ±22,79 mas, pertanto il valore di distanza ottenibile, 502 anni luce, è anch'esso incerto. La nebulosa LDN 1647, nella cui direzione si trova vdB 53, viene considerata l'estremità sudoccidentale della nube molecolare gigante Orion A, la stessa che comprende anche la Nebulosa di Orione e molte altre nubi del Complesso nebuloso molecolare di Orione, uno dei siti di formazione stellare meglio osservabili del cielo.